# Kelita Zupancic
Kelita Zupancic, née le 9 mai 1990 à Whitby, est une judokate canadienne. Luttant dans la catégorie des moins de 70 kg, poids moyens, elle remporte douze médailles continentales, une d'or aux Jeux panaméricains en 2015, onze dans des championnats panaméricains, l'or en 2010, 2013 et 2015, trois médailles d'argent et cinq de bronze.

## Palmarès

### Compétitions internationales
| Année | Compétition                | Lieu         | Résultat | Catégorie      |
| ----- | -------------------------- | ------------ | -------- | -------------- |
| 2009  | Championnats panaméricains | Buenos Aires | 3e       | Moins de 70 kg |
| 2010  | Championnats panaméricains | San Salvador | 1re      | Moins de 70 kg |
| 2011  | Championnats panaméricains | Guadalajara  | 3e       | Moins de 70 kg |
| 2012  | Championnats panaméricains | Montreal     | 3e       | Moins de 70 kg |
| 2013  | Championnats panaméricains | San José     | 1re      | Moins de 70 kg |
| 2014  | Championnats panaméricains | Guayaquil    | 2e       | Moins de 70 kg |
| 2015  | Championnats panaméricains | Edmonton     | 1re      | Moins de 70 kg |
| 2015  | Jeux panaméricains         | Toronto      | 1re      | Moins de 70 kg |
| 2016  | Championnats panaméricains | La Havane    | 2e       | Moins de 70 kg |
| 2017  | Championnats panaméricains | Panama       | 2e       | Moins de 70 kg |
| 2018  | Championnats panaméricains | San José     | 3e       | Moins de 70 kg |
| 2019  | Championnats panaméricains | Lima         | 3e       | Moins de 70 kg |

### Tournois Grand Chelem et Grand Prix
| Année | Compétition               | Lieu           | Résultat | Catégorie      |
| ----- | ------------------------- | -------------- | -------- | -------------- |
| 2010  | Grand Prix Düsseldorf     | Düsseldorf     | 3e       | Moins de 70 kg |
| 2011  | Grand Slam Rio de Janeiro | Rio de Janeiro | 3e       | Moins de 70 kg |
| 2012  | Grand Slam Moscou         | Moscou         | 3e       | Moins de 70 kg |
| 2013  | Grand Slam de Paris       | Paris          | 2e       | Moins de 70 kg |
| 2013  | Grand Slam Bakou          | Bakou          | 1re      | Moins de 70 kg |
| 2013  | Masters mondial de judo   | Tioumen        | 2e       | Moins de 70 kg |
| 2014  | Grand Slam Paris          | Paris          | 3e       | Moins de 70 kg |
| 2014  | Grand Prix de La Havane   | La Havane      | 3e       | Moins de 70 kg |
| 2014  | Grand Chelem de Tyumen    | Tioumen        | 2e       | Moins de 70 kg |
| 2014  | Grand Prix Zagreb         | Zagreb         | 1re      | Moins de 70 kg |
| 2014  | Grand Chelem d'Abu Dhabi  | Abu Dhabi      | 3e       | Moins de 70 kg |
| 2014  | Grand Chelem de Tokyo     | Tokyo          | 3e       | Moins de 70 kg |
| 2015  | Grand Prix Düsseldorf     | Düsseldorf     | 3e       | Moins de 70 kg |
| 2015  | Grand Prix Zagreb         | Zagreb         | 3e       | Moins de 70 kg |
| 2015  | Grand Chelem de Tyumen    | Tyumen         | 3e       | Moins de 70 kg |
| 2017  | Grand Slam Paris          | Paris          | 2e       | Moins de 70 kg |
| 2018  | Grand Prix Tbilissi       | Tbilissi       | 2e       | Moins de 70 kg |
| 2018  | Grand Prix Antalya        | Antalya        | 2e       | Moins de 70 kg |
| 2018  | Grand Prix Hohhot         | Hohhot         | 2e       | Moins de 70 kg |
| 2018  | Grand Prix Budapest       | Budapest       | 3e       | Moins de 70 kg |
| 2018  | Grand Prix Cancun         | Cancun         | 3e       | Moins de 70 kg |
| 2019  | HGrand Prix Hohhot        | Hohhot         | 3e       | Moins de 70 kg |
| 2019  | Grand Prix Montréal       | Montréal       | 2e       | Moins de 70 kg |
| 2019  | Grand Prix Budapest       | Budapest       | 3e       | Moins de 70 kg |